# Мары (Мордовия)
 Мары  —поселок в составе Пичеурского сельского поселения Чамзинского района Республики Мордовия.

## География
Находится на расстоянии примерно 12 километров по прямой на юг-юго-восток от районного центра поселка  Чамзинка.

## История
Основан в начале 1920-х годов, в 1931 году учтено 32 двора.

## Население
Постоянное население составляло 10 человек (русские 100%) в 2002 году, 5 в 2010 году .